# Metalimnobia yunnanica
Metalimnobia yunnanica är en tvåvingeart som först beskrevs av Edwards 1928.  Metalimnobia yunnanica ingår i släktet Metalimnobia och familjen småharkrankar. Inga underarter finns listade i Catalogue of Life.